# Terezín (Moravia meridionale)
Terezín (in tedesco Theresiendorf) è un comune della Repubblica Ceca facente parte del distretto di Hodonín, in Moravia Meridionale.